# ОШ „Милан Ракић” Мионица
ОШ „Милан Ракић” у Мионици, као свој почетак рада узима 1864. годину, када је основана стална основна школа. Тада је трудом становника Мионице, Санковића, Радобића, Табановића, Команица и Вртиглава изграђена и прва школска зграда од дрвета, која је имала једну учионицу и спаваћу собу за ђаке из околних села. 
Школа од 2002. године носи назив по Милану Ракићу (1876—1938), српском књижевнику, песнику и дипломати.

## Почеци школства
Почеци школства у мионичком крају сежу до далеке 1839. године, када су основане прве манастирске школе у Боговађи и Рибници. Међутим, постоје подаци према којима је у селу Ракићи још 1827. године постојала приватна школа коју је водио учитељ Степан Јовановић Геренчић, родом из Земуна.

## Историјат школе
Од оснивања до школске 1879/80. године школа је троразредна, када прераста у четвороразредну и уједно и највећу школу у Колубарском срезу. За прве године рада ове школе, карактеристичан је њен специфични интернантски тип, јер су деца непрекидно боравила у школи све док траје школска година.
Нова школска зграда од чврстог материјала подигнута је у јесен 1896. године на заједничком плацу са црквом. Како је број ученика непрестано растао, нова зграда није могла да подмири потребе основне школе у Мионици. Зато је 1899. године за потребе школе изнајмљена једна приватна кућа, а о трошку мионичке општине 1904. године је изграђена још једна школска зграда.
После Другог светског рата школа је носила име Драгојла Дудића (1887—1941), земљорадника, писца, револуционара и учесника Народноослободилачке борбе и народног хероја Југославије. 
Као осморазредна школа ради од школске 1954/55. године и до школске 1962/63. године није имала издвојених одељења. Одлуком Скупштине општине Мионица, почетком те школске године нашој школи се припајају четвороразредна одељења из суседних села, те школски рејон који обухвата насеља: Варош Мионицу, Село Мионицу, Радобић, Табановић, Ђурђевац, Клашнић, Шушеоку, Санковић, Кључ, Паштрић, Толић, Команице и део Маљевића. Коју годину касније потпуно су укинуте четвороразредне школе у Санковићу и Рибници.
Овако организована школа ради све до краја школске 1975/76. године када се спаја са Основном школом „Милан Ракић” из Доње Топлице и задржава већ постојећи назив. До нове реорганизације долази почетком школске 1991/92. године, када се одлуком Скупштине општине Мионица нашој школи припаја Основна школа „Лука Спасојевић” из Горње Топлице, са својим издвојеним одељењима у Дучићу, Струганику, Попадићу и Берковцу.

## Школа данас
У 2014/2015. школској години наставу изводи 26 учитеља, односно наставника и професора разредне наставе за рад у млађим разредима, 45 наставника, односно професора у предметној настави и 2 дефектолога за рад у специјалним одељењима.

### Издвојена одељења
Поред матичне школе, у саставу Основне школе „Милан Ракић“ налазе се и издвојена осморазредна одељења у Горњој и Доњој Топлици и четвороразредна одељења у селима Берковцу, Дучићу, Команицама, Попадићу, Струганику и Табановићу.